# Monument al-Shaheed
Le monument Al-Shaheed  est un monument dédié aux soldats Irakiens mort pendant la guerre Iran-Irak.